# 趙宏偉
趙 宏偉（ちょう こうい、Chou Koui, Zhao Hongwei, 1954年10月29日 - ）は、日本在住の中国人政治学者。専門は中国政治・東アジア国際関係。

## 経歴
中国・遼寧省生まれ。吉林大学を卒業し記者などの職業を経験した後、1986年に日本に留学。東京大学大学院総合文化研究科地域文化研究専攻修士課程、博士課程を学び、1993年に博士（学術）の博士号を取得。現在、法政大学キャリアデザイン学部教授。
2015年5月、日本観光に殺到する中国人向けに 「日本観光の美景と幻覚」という文章を公開、その中で「 93％の日本人が中国嫌いであり、彼らの多くが中国に旅行に行きたくないと考えている」と発信した。この内容が 「第10回中日関係世論調査」の調査結果を恣意的に曲解したことなどから、「 反日」「漢民族の敵 」と中国国内で大きな波紋を呼んだ。
2016年2月末に出張のため中国・北京を訪れた後、予定を過ぎても帰国せずに行方不明と報じられた。3月23日になって、日本に戻る旨を家族に電話で伝えた。

## 著書
- 『中国の重層集権体制と経済発展』 （東京大学出版会、1998年）
- 『膨張する中国　呑み込まれる日本』 （講談社、2002年）
- 『お笑い日中戦闘宣言！』 （実業之日本社、2002年）　テリー伊藤・金美齢との鼎談本